# Edmond Picard

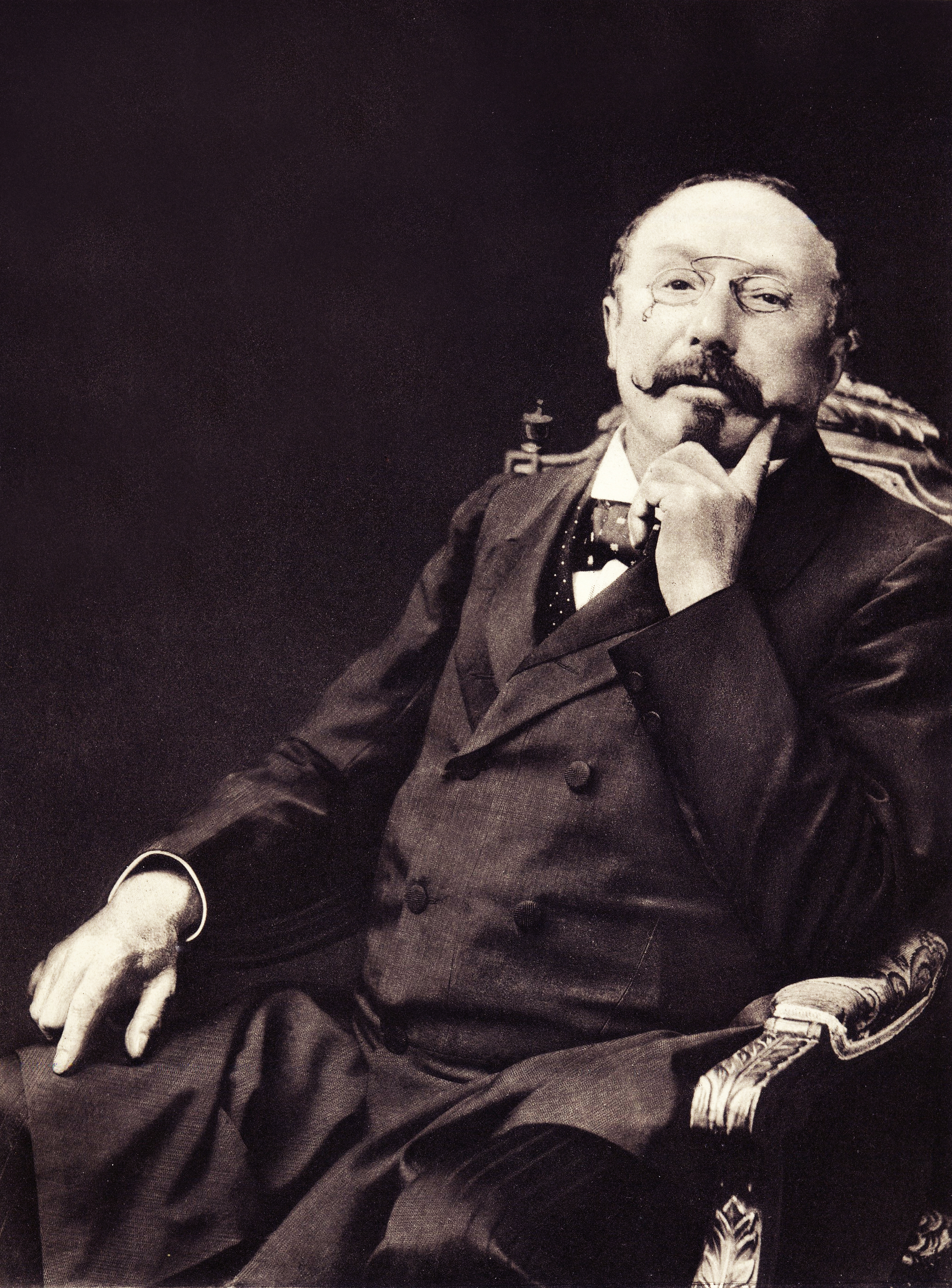
Edmond Picard

Edmond Picard (* 15. Dezember 1836 in Brüssel; † 19. Februar 1924 in Dave bei Namur) war ein belgischer Jurist und Schriftsteller.

## Leben
Edmond Picard widmete sich zunächst der Marine, machte drei große Reisen und besuchte die Marineschule in Antwerpen, studierte danach aber Rechtswissenschaften in Brüssel, wo er als sehr angesehener Advokat am Kassationshof lebte und auch als Dozent an der dortigen Universität wirkte.
In der Politik tendierte er zur sozialistischen Richtung und wurde nach wiederholten Versuchen 1895 zum Senator des Hennegaus gewählt.
In den 1880er Jahren nahm Picard eine beherrschende Stellung in der belgischen Literatur ein. Er veröffentlichte zahlreiche juristische Werke, meist in Gemeinschaft mit anderen Autoren, die zum Teil hoch angesehen waren; zu ihnen gehören u. a.:
- Traité des brevets d’invention, Brüssel 1866
- Traité usuel de l’indemnité due à l’exproprié, 1867
- Manuel pratique de la profession d’avocat en Belgique, 1869
- Traité général de l’expropriation pour cause d’utilité publique, 1875
- Les pandectes belges, encyclopédie de législation, de doctrine, de jurisprudence belge, 151 Bde., 1878–1933 (eine großangelegte juristische Enzyklopädie)
- Code général des brevets d’invention, 2. Auflage, 1886
- Bibliographie générale et raisonnée du droite belge, 1882–90
- Le droit pur. Encyclopédie …, 4. Auflage, Brüssel 1901

Als Dichter trat Picard erst 1879 mit Les rêveries d’un Stagiaire hervor, denen er die Prosaskizzen La forge Roussel, scènes de la vie judiciaire (1881), Mon oncle le jurisconsulte (1884) und andere Werke folgen ließ. 1881 gründete er das Journal des Tribunaux sowie 1883 die führende Zeitschrift L’Art moderne, für die er selbst zahlreiche Aufsätze über Literatur und Kunst verfasste. Picard lud in den Wintermonaten in seinem Haus am Boulevard de la Toison d’Or in Brüssel die Elite der belgischen Politiker, die bekanntesten Mitglieder der Brüsseler Anwaltschaft, die führenden zeitgenössischen belgischen Maler und Bildhauer und die um den ‘Marschall der belgischen Literatur’, Camille Lemonnier, gruppierten Schriftsteller modernster Richtung, ein.
Er war der Ansicht, dass die Kunst der Gesellschaft zu dienen habe, während die Jeune Belgique für die Autonomie der Kunst eintrat. Schließlich wandte sich Picard auch der Bühne zu und ließ in Brüssel das antisemitische Tendenzstück Jéricho (1903), die politische Satire L’Ambidextre und das historische Drama Charles le Téméraire (1905) aufführen.

## Weitere Werke (Auswahl)
- Paradoxe sur l’avocat, 1879
- L’amiral, Memoiren, 1883
- La veillée de l’huissier, 1885
- Le juré, Monodrama in 5 Akten über den Justizfall Peltzer, 1886
- El Moghreb al Aksa, une mission belge au Maroc, Reiseschilderung, 1889; neue Ausgabe 1893
- Synthèse de l’antisémitisme, 1892
- Comment on devient socialiste, 1895
- En Congolie, Reiseschilderung, Brüssel 1896
- L’Aryano-Sémitisme, 1899